# 언더셔츠

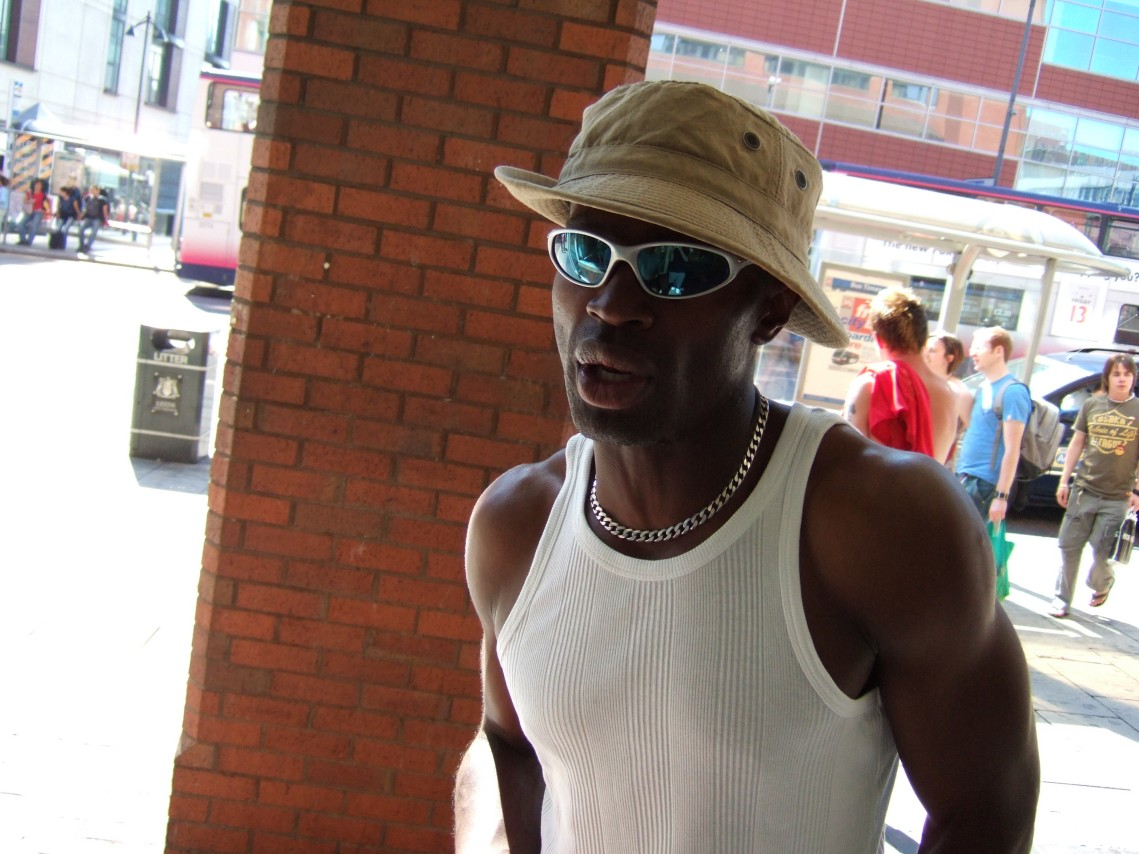
언더셔츠.

언더셔츠(영어: undershirt)는 속옷으로 입는 셔츠의 총칭이다.
드레스 셔츠를 덜 투명하게 만들 수 있다. 또, 온기를 보충할 용도로 겨울에 덧입을 수도 있다.

## 역사
공장에서 대량 생산된 언더셔츠는 20세기 초에 서부에서 일반화되었으며, 여기에는 유니언 슈트를 상하의 두 부분으로 전환한 혁신을 포함한다.